# Alice Braga
Alice Braga Moraes (San Paolo, 15 aprile 1983) è un'attrice brasiliana.

## Biografia
Nata a San Paolo, in Brasile, Alice porta il cognome di una delle più celebri attrici brasiliane: Sônia Braga, la zia materna. A otto anni partecipa a degli spot per la pubblicità di uno yogurt. Da adulta, dopo aver acquistato popolarità con il film City of God di Fernando Meirelles, è comparsa in molte pellicole cinematografiche, anche statunitensi come Io sono leggenda e Crossing Over, tornando a lavorare con Meirelles nel 2008 nel film Blindness - Cecità. A partire dal 2016 diventa la protagonista della serie USA Network Regina del Sud, recitando la parte di Teresa Mendoza. Nel 2020 ha ottenuta il ruolo della villain Cecilia Reyes nel film della serie cinematografica degli X-Men, intitolato The New Mutants, diretto da Josh Boone.

### Vita privata
Nel gennaio 2020 ha rivelato di essere in una relazione da tre anni con l'attrice Bianca Comparato.

## Filmografia

### Cinema
- Trampolim, regia di Fiapo Barth – cortometraggio (1998)
- City of God (Cidade de Deus), regia di Fernando Meirelles e Kátia Lund (2002)
- Lower City (Cidade Baixa), regia di Sérgio Machado (2005)
- Sólo Dios sabe, regia di Carlos Bolado (2006)
- Journey to the End of the Night, regia di Eric Eason (2006)
- O Cheiro do Ralo, regia di Heitor Dhalia (2006)
- Rummikub, regia di Jorge Furtado – cortometraggio (2007)
- A Via Láctea, regia di Lina Chamie (2007)
- Io sono leggenda (I Am Legend), regia di Francis Lawrence (2007)
- Redbelt, regia di David Mamet (2008)
- Blindness - Cecità (Blindness), regia di Fernando Meirelles (2008)
- Crossing Over, regia di Wayne Kramer (2009)
- Predators, regia di Nimród Antal (2010)
- Repo Men, regia di Miguel Sapochnik (2010)
- Il rito, regia di Mikael Håfström (2011)
- On the Road, regia di Walter Salles (2012)
- Elysium, regia di Neill Blomkamp (2013)
- Kill Me Three Times, regia di Kriv Stenders (2014)
- Il duello - By Way of Helena (The Duel), regia di Kieran Darcy-Smith (2016)
- The Shack, regia di Stuart Hazeldine (2017)
- The New Mutants, regia di Josh Boone (2020)
- Soul, regia di Pete Docter (2020) – voce
- The Suicide Squad - Missione suicida (The Suicide Squad), regia di James Gunn (2021)
- Hypnotic, regia di Robert Rodriguez (2023)

### Televisione
- Carandiru, Outras Histórias – serie TV, episodio 1x02 (2005)
- Regina del Sud (Queen of the South) – serie TV, 62 episodi (2016-2021)
- Samantha! – serie TV, episodi 1x01-1x07 (2018)
- We Are Who We Are – miniserie TV, 5 puntate (2020)
- A Murder at the End of the World – serie TV, 5 episodi (2023)
- Dark Matter – serie TV, 9 episodi (2024)

## Doppiatrici italiane
Nelle versioni in italiano delle opere in cui ha recitato, Alice Braga è stata doppiata da:
- Alessia Amendola in Elysium, We Are Who We Are, The Suicide Squad - Missione suicida, A Murder at the End of the World
- Chiara Gioncardi in Sólo Dios sabe, Io sono leggenda, The New Mutants, Dark Matter
- Domitilla D'Amico in City of God, Lower City, Blindness - Cecità
- Rossella Acerbo in Redbelt
- Laura Romano in Predators
- Stella Musy in Repo Men
- Laura Lenghi in Il rito
- Ilaria Latini in On the Road
- Angela Brusa in Regina del Sud
- Benedetta Ponticelli in Hypnotic

Da doppiatrice è sostituita da:
- Federica De Bortoli in Soul